# Gens Ampia
La gens Ampia era una gens plebea romana presente tra il I secolo a.C. e il I secolo d.C..

## Itria nominausati dalla gens
L'unico praenomen utilizzato dalla gens fu Titus. L'unico cognomen utilizzato dalla gens nella tarda Repubblica fu Balbus, un cognomen comune che originariamente si riferiva all'abitudine di balbettare. Il cognomen Flavianus fu utilizzato da un membro della gens come cognomen personale, che forse rifletteva un legame familiare con i Flavii.

## Membri illustri della gens
- Tito Ampio Balbo (Titus Ampius Balbus): vissuto nel I secolo a.C., fu tribuno della plebe nel 63 a.C. e pretore nel 59 a.C.;
- Tito Ampio Flaviano (Titus Ampius Flavianus): vissuto nel I secolo d.C., fu governatore della Pannonia durante le guerre successive alla morte di Nerone, nel 69.